# المشاركة الإيطالية على الجبهة الشرقية
تمثل المشاركة الإيطالية على الجبهة الشرقية التدخل العسكري لمملكة إيطاليا في عملية بارباروسا، التي بدأتها ألمانيا النازية ضد الاتحاد السوفيتي في عام 1941. قرر بينيتو موسوليني أن تشارك إيطاليا في الهجوم الألماني بشكل فعال حتى قبل بدء العملية؛ عندما أدرك عزم أدولف هتلر لغزو روسيا. وتم تأكيد ذلك في صباح يوم 22 يونيو 1941، بمجرد إبلاغ الديكتاتور الإيطالي في نفس اليوم الذي بدأت فيه الجيوش الألمانية عملية الغزو.
سرعان ما ضمت هذه المشاركة قوة استطلاعية، مع ثلاث فرق، تم وضعها مسبقًا في حالة تأهب تحت اسم «فيلق المشاة الإيطالي في روسيا»، ووصلت إلى الجبهة الشرقية في منتصف يوليو 1941. دُمجت هذه القوة في البداية ضمن الجيش الألماني الحادي عشر (فيرماخت) ثم في الجيش الأول بانزر، وشارك الفيلق في الحملة حتى أبريل 1942، عندما تطلبت احتياجات الجبهة إرسال فيلقين إيطاليين آخرين تم توحيدهم مع فيلق المشاة الإيطالي في روسيا في الجيش الإيطالي الثامن أو «الجيش الإيطالي في روسيا». نُشر الجيش الإيطالي الثامن في الجنوب، في قطاع نهر الدون، إلى جانب الجيش المجري الثاني والجيش الروماني الثالث، اللذين توليا مسؤولية تغطية الجناح الأيسر للقوات الألمانية التي كانت تتقدم نحو ستالينجراد في ذلك الوقت.
غيرت الانتكاسات السريعة في الجبهة مسار المعركة. بعد تطويق القوات الألمانية في ستالينجراد (عملية أورانوس)، أدى الهجوم السوفيتي اللاحق (عملية زحل الصغير) الذي بدأ في 16 ديسمبر 1942 إلى التغلب على الفيلق الثاني والخامس والثلاثين للجيش الإيطالي (فيلق المشاة الإيطالي في روسيا سابقًا)، واللذان كانا جزءًا من انتشار الجيش الثامن في الجنوب، وستة فرق إيطالية أخرى. وأجبروا على التراجع السريع إلى جانب القوات الألمانية والرومانية. شُن هجوم سوفيتي كبير ثان شمال نهر الدون في 13 يناير 1943، طغى على قوات ألبيني التي كانت ما تزال قيد التنسيق، وتعاني من سوء التجهيز ونقص الإمدادات؛ ما أدى إلى تراجعها نحو السهوب ملاحقين من الوحدات السوفيتية. كلف الانسحاب القوات الإيطالية عشرات الآلاف من الخسائر وانتهى في 31 يناير، عندما وصلت فرقة جبال الألب الثانية تريديتينا إلى البؤر الاستيطانية الألمانية الأولى في شيبيكينو. استمرت عمليات إعادة القوات إلى الوطن من 6 إلى 15 مارس وانتهت بشكل تام في 24 مارس، مع انتهاء العمليات العسكرية الإيطالية في الاتحاد السوفيتي.

## النتائج
قُتل نحو 30 ألف إيطالي ومات 54 ألفًا آخرين في الأسر منذ بداية الحملة الإيطالية في روسيا. اكتملت هزيمة الجيش الإيطالي في روسيا بحلول نهاية فبراير 1943، وسحب موسوليني حينها ما تبقى من جيشه الثامن على الأراضي الروسية. خُفضت القوات الإيطالية في روسيا إلى أقل من 150 ألف جندي، وأصيب 34 ألف منهم. كانت الكارثة في روسيا بمثابة ضربة قاسية لقوة وشعبية الديكتاتور الإيطالي، اللذين لم يبق منهما شيئًا بعد وصول الأخبار الكئيبة إلى الشعب الإيطالي. وألقى الناجون باللوم على النخبة السياسية الفاشية وجنرالات الجيش وأشاروا إلى أنهما تصرفا بشكل غير مسؤول عند إرسال قوة عسكرية سيئة الإعداد وغير مجهزة وغير مسلحة بشكل كاف إلى الجبهة الروسية. كانت أسلحة القوات الإيطالية سيئةً للغاية، فنادرًا ما انفجرت القنابل اليدوية وكان يجب الاستمرار في إطلاق النار من البنادق والمدافع الرشاشة لفترة طويلة على النار لتعمل بشكل صحيح في الظروف المناخية القاسية، وبالتالي غالبًا ما كانت تتعطل في خضم المعركة، وفقًا لقدامى المحاربين الإيطاليين الناجين. اتُهم القادة الألمان بالتضحية بالفرق الإيطالية، التي يُفترض أن انسحابها من أجل إنقاذ قواتها كان قد تأخر بعد الاختراق السوفيتي.
تدهورت ثروات وموارد إيطاليا على مدار عام 1943. أطاح الملك فيكتور إيمانويل الثالث ببنيتو موسوليني وحكومته الفاشية من السلطة في 25 يوليو 1943. ووقعت الحكومة الإيطالية الجديدة بقيادة الملك والمارشال بييترو بادوليو هدنةً مع الحلفاء في 8 سبتمبر.
سرعان ما رُفعت القوات العسكرية الإيطالية المتنافسة للقتال من أجل كل من الحلفاء ودول المحور. كانت قوات الجيش الملكي المشارك في الحرب (الجيش الإيطالي المشارك في الحرب) تتشكل في جنوب إيطاليا، في حين كانت قوات الجيش الوطني الجمهوري الفاشي تتشكل في شمال إيطاليا. عُرف أن الجيش الإيطالي المشارك في الحرب كان تحت إمرة «حكومة بادوغليو»، في حين كان الجيش الوطني الجمهوري الفاشي جيش جمهورية موسوليني الإيطالية الاجتماعية.
ظلت بعض وحدات الإنقاذ والإطفاء على الجبهة الشرقية تقاتل من أجل دول المحور حتى بعد إجلاء القوات الإيطالية من روسيا وحتى بعد الهدنة في عام 1943. كانت هناك خمس كتائب متخصصة في توفير «غطاء الدخان» وتعمل في الدفاع عن موانئ البلطيق في اشوينواويشتشه وغدينيا وبالتييسك وشتشين، إلى جانب كتيبة في بورن سولينوو. وبالإضافة إلى ذلك، استمر المستشفى الميداني 834 في العمل في روسيا، وكذلك الكتيبة «التاسع من سبتمبر»؛ وحدة صغيرة قاتلت إلى جانب فوج براندنبورغ في شرق بروسيا لفترة وجيزة من الزمن.